# Ocre

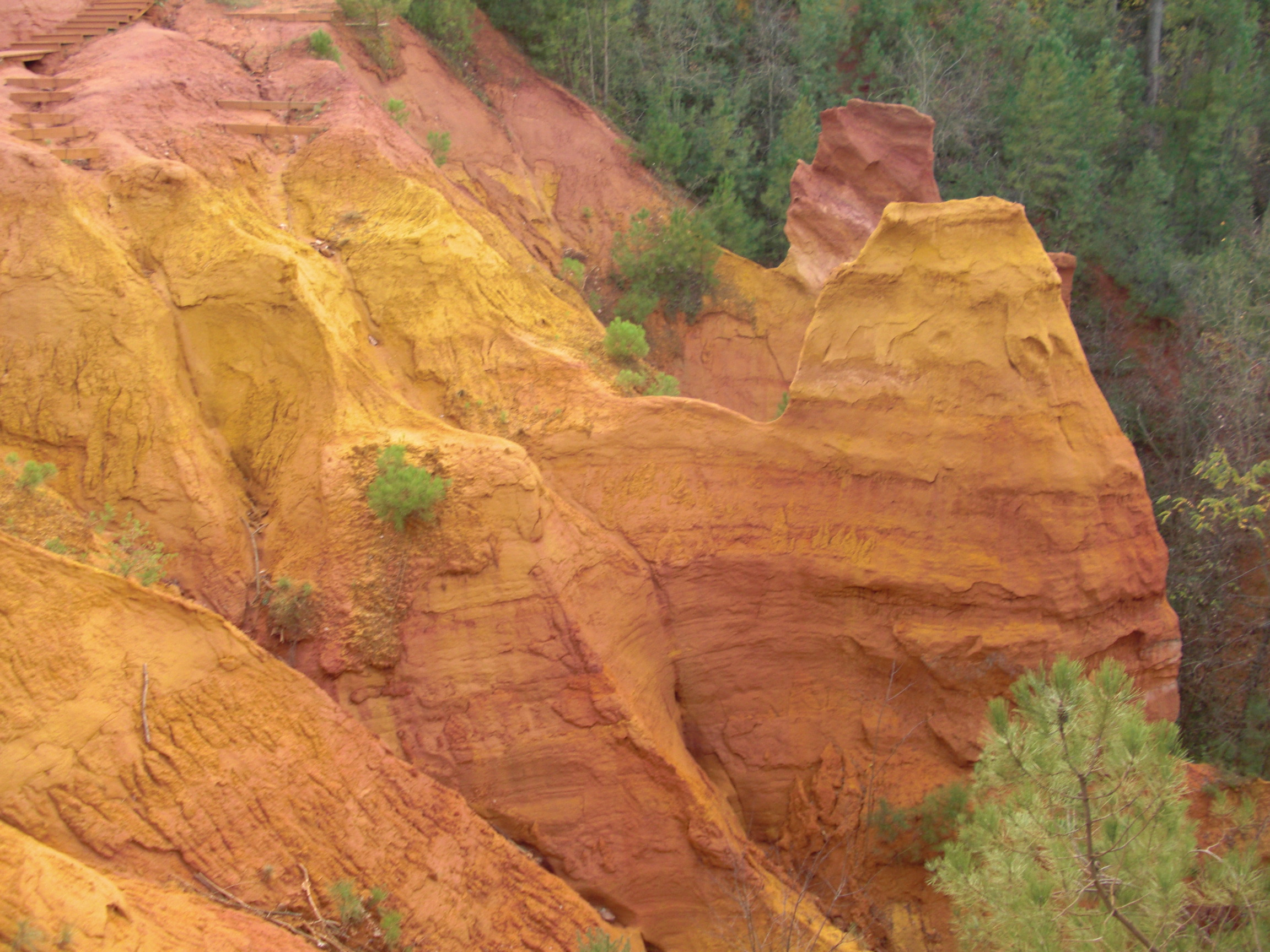
Ocres naturales de diversos colores en el «sendero de los ocres» de Rousillon, Francia. Este lugar es una antigua cantera de ocres.

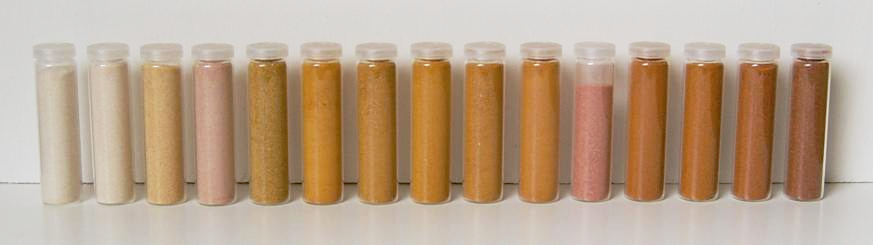
Colección de ocres de varios tonos.

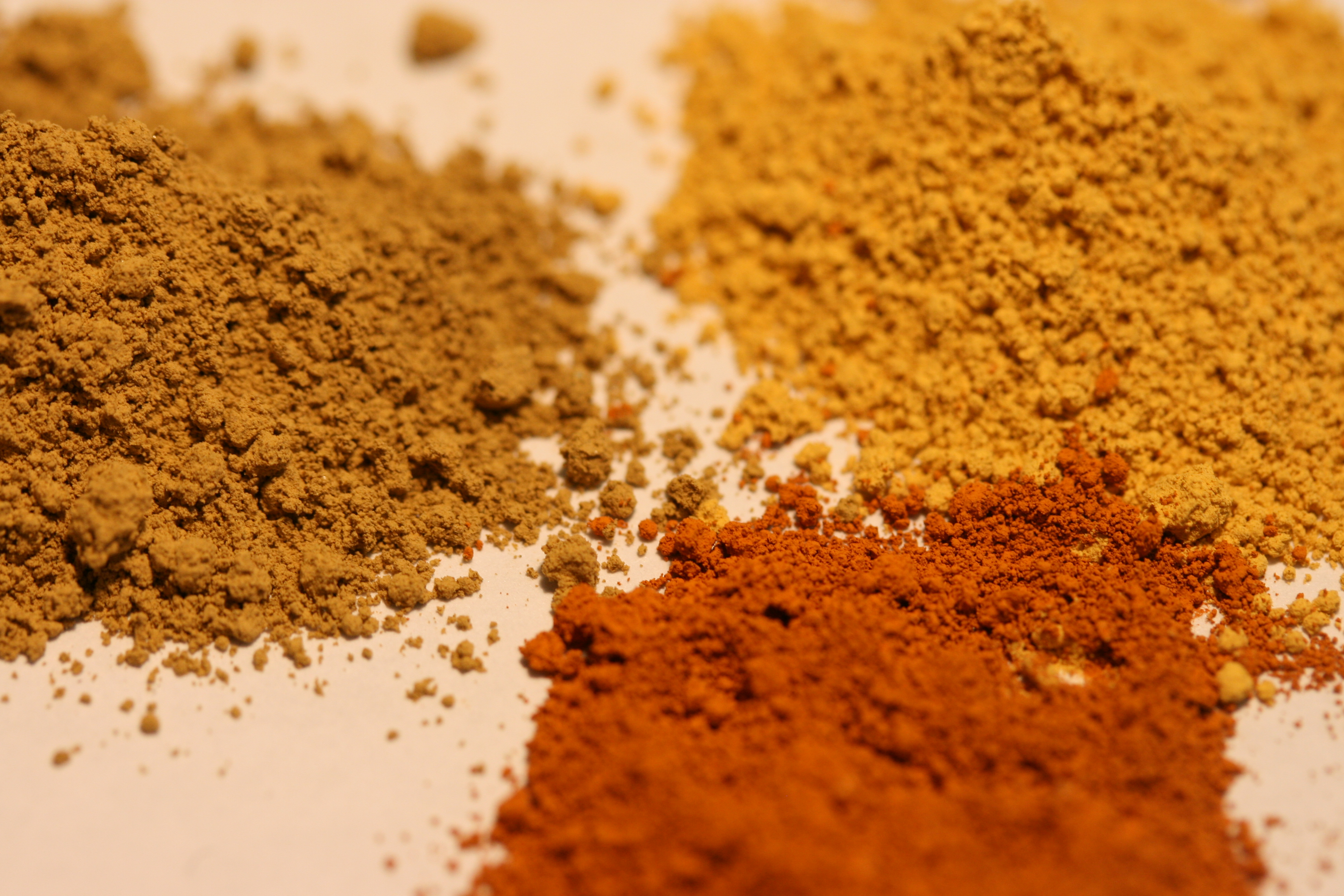
Pigmento ocre, ocre dorado y ocre rojo.

Ocre (del latín ochra, y este del griego ὤχρα, ojra, de ὠχρός, ojros, ‘amarillo’) es el nombre que se aplica típicamente a un mineral terroso consistente en  óxido de hierro hidratado, que frecuentemente se presenta mezclado con arcilla, y que suele ser amarillento, anaranjado o rojizo.
«Ocre» es también la denominación del color de los minerales terrosos amarillentos producto de la oxidación de menas metalíferas donde no interviene el hierro, como el ocre de antimonio, de bismuto o de níquel.
El ocre se ha utilizado tradicionalmente como pigmento para pintura artística y para pintura corporal, y su uso se remonta a la Prehistoria.

## Composición y características

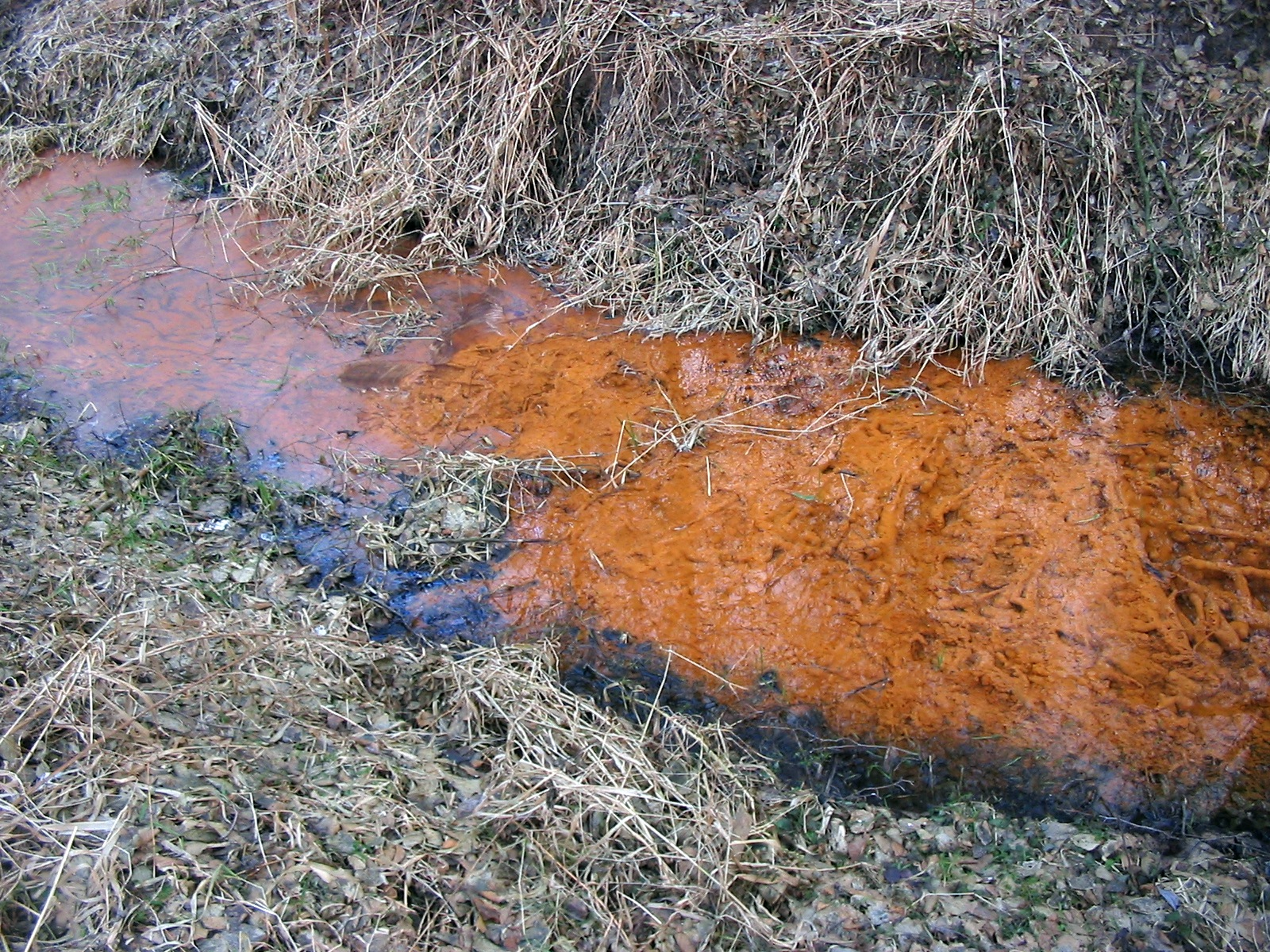
Pequeño curso de agua portador de ocre, en Polonia.

Geológicamente, los ocres son depósitos secundarios que pueden aparecer constituyendo el suelo, o como capas superficiales y altamente oxidadas de menas de algún mineral impregnadas con una sustancia pigmentada de aquel; por lo general esas sustancias son óxidos o hidróxidos de hierro. El diminuto tamaño de las partículas pigmentadas del ocre permite pulverizarlo hasta un grado muy fino sin que pierda su color.
Dentro de los ocres naturales, los rojos contienen hematita, mientras que los amarillos o «limonitas» contienen goethita o minerales del grupo de la jarosita. Por lo común se presentan mezclados con cuarzo, arcillas, yeso, micas, feldespatos, etc., aunque también los hay sumamente puros.
El óxido y el hidróxido de hierro están presentes en la mayoría de los ocres asociados a menas de hierro y de cobre, que constituyen depósitos primarios. Los depósitos secundarios, que son los suelos ricos en óxido e hidróxido de hierro, pueden cubrir grandes extensiones, pero el ocre que contienen suele ser menos puro. También las aguas subterráneas ricas en hierro pueden dar lugar a la formación de ocre al filtrarse hacia humedales, lagos y cursos de agua efímeros.
En un sentido amplio, los suelos ricos en óxidos de hierro son también ocres, y pueden ser utilizados como fuente del pigmento.

### Ocres no ferrosos
Desde el punto de vista de la clasificación de los pigmentos, los ocres son generalmente los de óxidos de hierro, pues los de óxido de manganeso se consideran parte del grupo de las tierras de Siena y sombras naturales. Los ocres que resultan de la oxidación de otras menas metalíferas también son técnicamente ocres, pero tienen poca aplicación como pigmento y son menos frecuentes.

### Propiedades
Los ocres tienen excelentes propiedades como pigmentos: son estables y resistentes a la luz, a la humedad y a la lejía, aunque vulnerables a los ácidos. No son tóxicos.

### Localización
Los pigmentos que entran en la denominación de «ocres» se encuentran en numerosas localidades de todo el mundo. Algunos de los países que se destacan por su producción de ocres son Francia, España, Chipre, Irán, Italia, Australia y Estados Unidos.

## Obtención

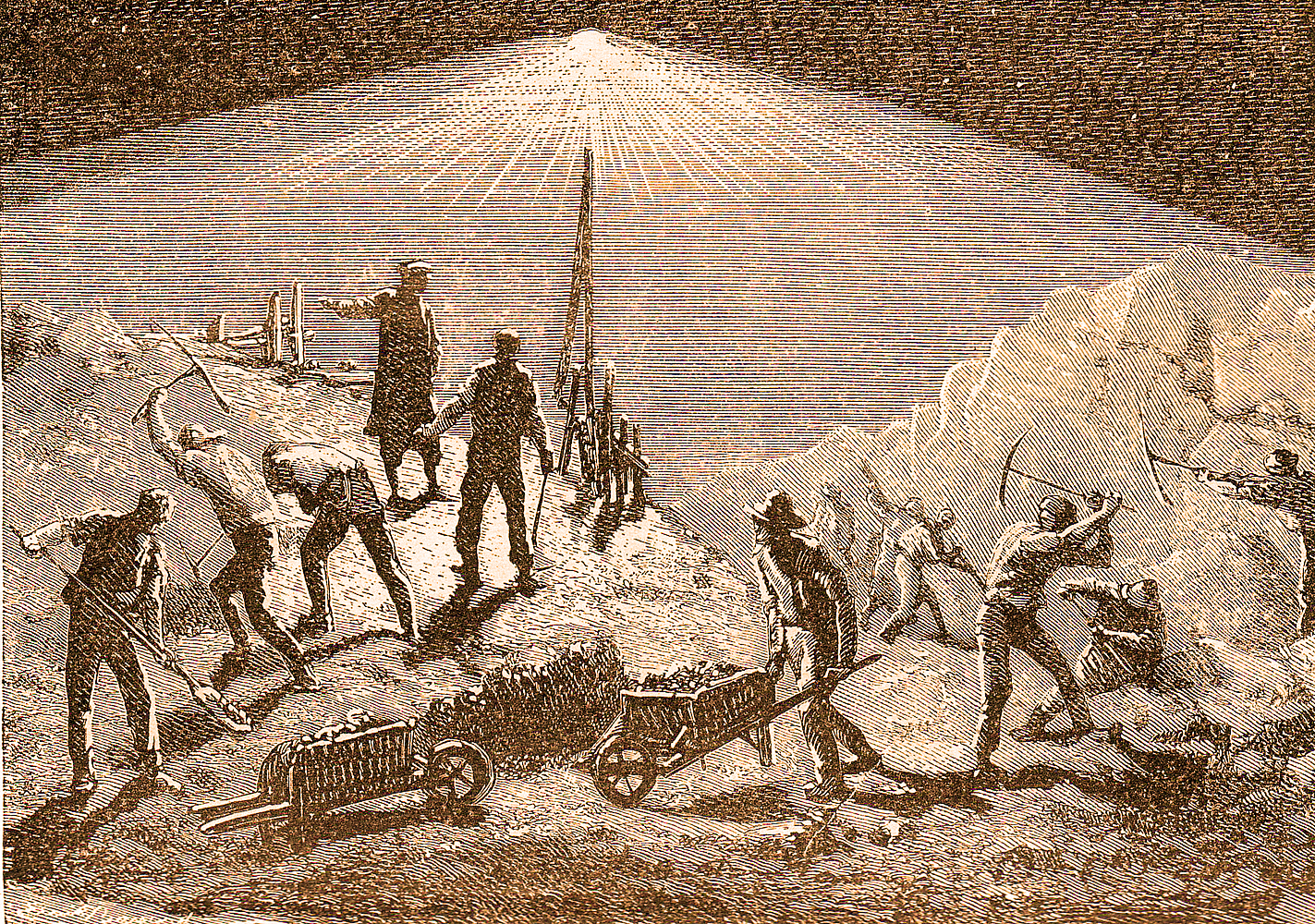
Extracción de ocre, grabado del.

Los ocres naturales generalmente se obtienen mediante la modalidad de minería a cielo abierto. Una vez lavado y molido el mineral, ya puede usarse como pigmento; para convertirlo en pintura bastará con mezclarlo con el medio pictórico que se desee emplear.

### Tostado y otras modificaciones
Algunos procedimientos adicionales que se le realizan a los ocres naturales son el tostado, que modifica su color, y la mezcla con otros pigmentos, ya sea con otros ocres o con óxidos sintéticos.
La técnica de tostar el ocre amarillo para cambiar su color se conoce desde el Paleolítico, aunque la primera descripción escrita del proceso fue dada por Teofrasto. Vitruvio también refirió que calentando el ocre amarillo se producía un color purpúreo. En realidad, dependiendo de la temperatura aplicada se consiguen colores que varían entre el marrón, el rojo y el violáceo. Esta técnica se encuentra descrita también en tratados y manuales para artistas de los siglos XVI al XVIII, y sigue implementándose hasta nuestros días.
El proceso que se opera durante el tostado es la transformación térmica de la goethita (αFeOOH) presente en el ocre amarillo, que se convierte en óxido (III) de hierro (α-Fe2O3) debido a su deshidratación. Es entonces idéntico en composición a la hematita (α-Fe2O3), aunque se diferencia de esta en que su estructura cristalina presenta un patrón desordenado.

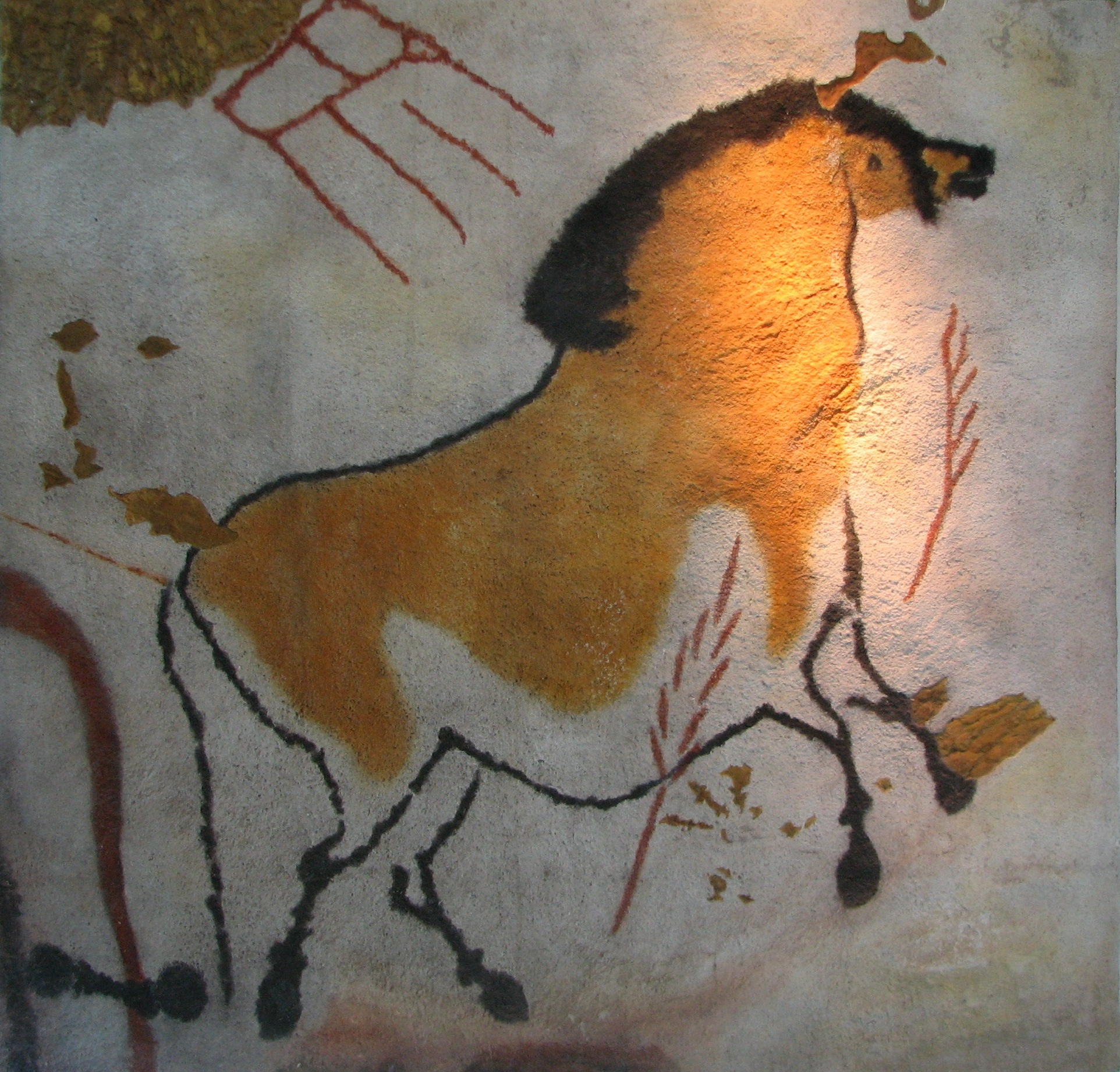
Pintura rupestre de la cueva de Lascaux.

## Historia y usos
El uso del ocre es tan antiguo que antecede a la aparición de nuestra especie. Se ha registrado su empleo por parte de homínidos sudafricanos cuya antigüedad se ha datado en 270 000 a 170 000 años. También se halló ocre preparado deliberadamente en forma de pigmento en un asentamiento Neandertal, aunque se desconoce qué finalidad le daba aquella cultura.

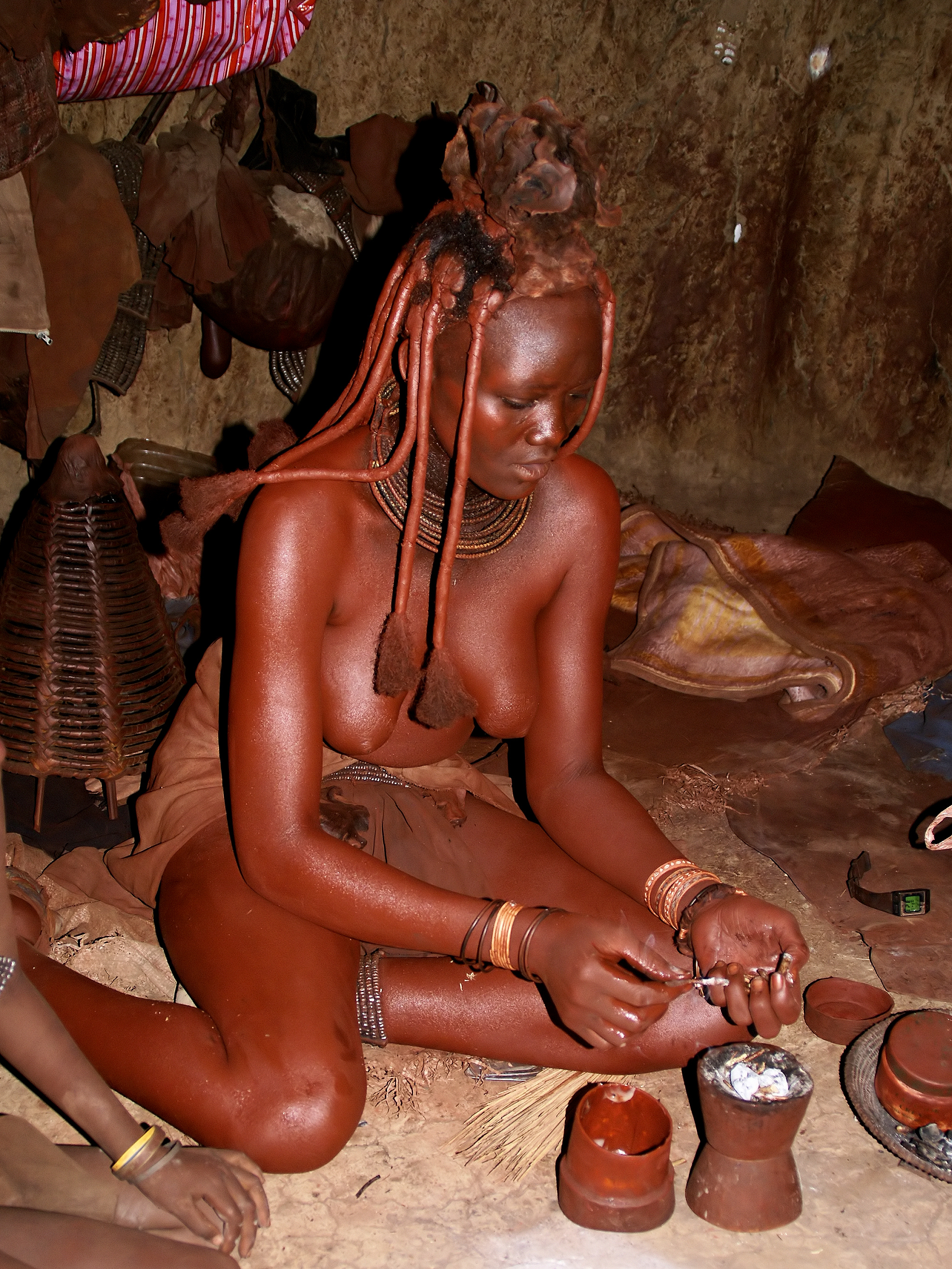
Los himba de Namibia se untan un preparado de ocre rojo y manteca como decoración, protege del intenso sol, de las picaduras y deodoriza.

En cuanto a nuestra especie, el uso del ocre está bien documentado en el arte rupestre del Paleolítico superior del norte de Europa, mientras que las culturas aborígenes de regiones muy diversas (América, Australasia, África austral) también se sirvieron de él para plasmar imágenes sobre roca. Se le ha identificado en obras artísticas del antiguo Egipto y sobre pinturas murales, esculturas y arquitectura de la antigüedad griega, helenística y romana. El uso clásico del ocre fue descrito por Teofrasto, Vitruvio y Plinio.
En Europa, el empleo de ocres como pigmento ha sido ininterrumpido hasta el día de hoy. Desde la antigüedad tardía en adelante se les usa en pinturas al fresco; más tarde decoran manuscritos iluminados, y hoy día son de uso tradicional en pintura de caballete. Fueron muy usados en los iconos ortodoxos de las tradiciones bizantina y rusa, y aparecen también en manuscritos de Extremo Oriente. En la América precolombina se usaron ocres para pintar códices, para decorar edificios y con fines rituales.
Los ocres también han sido muy usados para pintar las paredes externas e internas de viviendas y otros edificios.

## El color ocre
Por ocre se entienden los colores amarillo parduscos, pardo amarillentos y pardo amarillento claros.
Ocre es también la denominación de un color estándar amarillo naranja, semiclaro y de saturación moderada, que se basa en el aspecto cromático del pigmento ocre amarillo (de óxido de hierro hidratado). Al ser un color estándar, se encuentra normalizado y aparece en catálogos y guías de coloraciones. Los colores próximos al ocre estándar se denominan ocráceos.
A la izquierda se presenta una muestra ocre del diccionario de Maerz & Paul.

### Sinonimia
Ocre amarillo, pardo amarillo, tierra de Venecia, ancorca, ancorque, calamocha, habana y sil son sinónimos de ocre.

## Ocres de uso artístico
Muchos colores de pinturas para artistas han llevado, y llevan aún, la denominación «ocre»; algunos de estos son imitaciones de antiguos ocres pictóricos logradas con otros ingredientes. Debajo se comentan algunos ocres artísticos tradicionales.

### Ocre amarillo

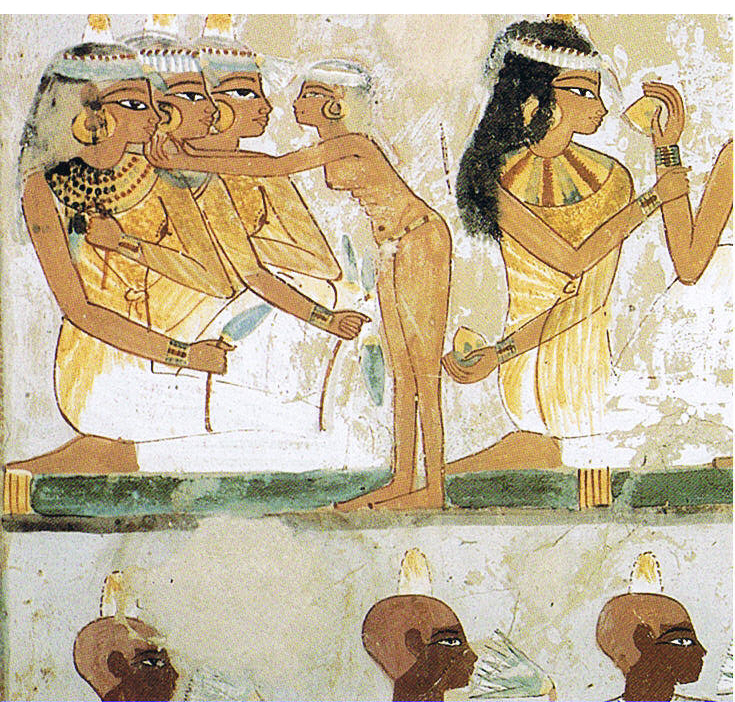
Ocre amarillo representando ceremonia con mujeres egipcias de hace 3500 años.

Es el pigmento llamado ochra y sil por los autores clásicos (Plinio, Vitruvio). Se obtiene moliendo y lavando algún ocre rico en hidróxido férrico, como la variedad terrosa de limonita llamada precisamente «ocre amarillo», o bien mezclando estos ocres amarillos con tierras ferrosas de color amarillo anaranjado pulverizadas.
El color «ocre amarillo» es naranja amarillento, semioscuro y de saturación moderada, correspondiendo al del mineral homónimo; también se le llama «amarillo limonita» y «amarillo ocre».
Las muestras de la izquierda representan el color del ocre amarillo natural y el de la pintura para artistas que se comercializa como «ocre amarillo».
El color ocre amarillo brillante es conocido como amarillo oscuro. Muchos lo emplean para emular el color oro o dorado.

### Ocre rojo

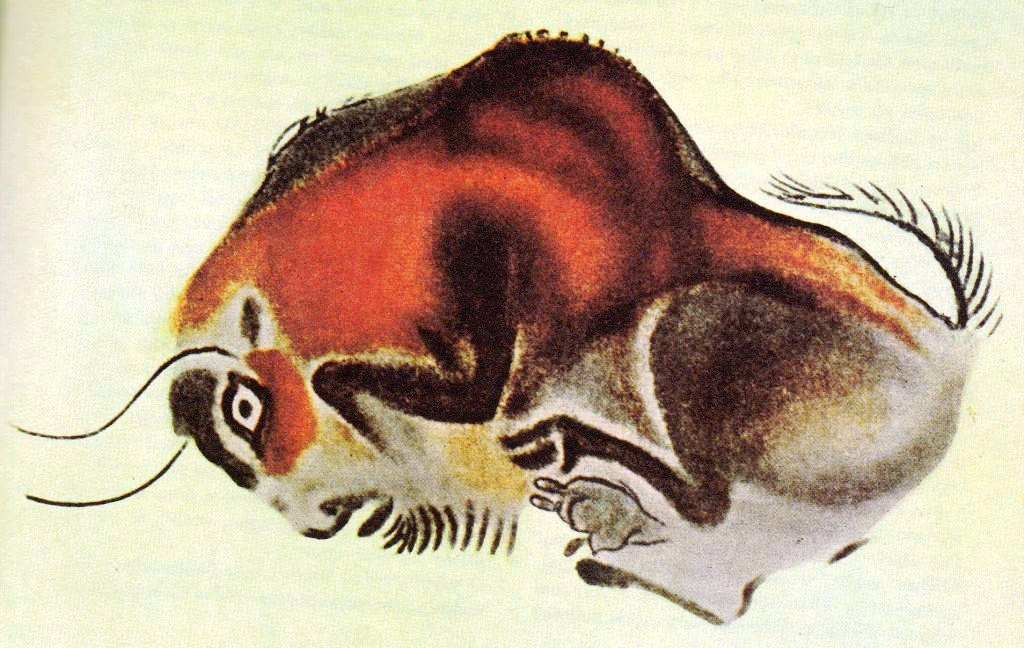
Copia de una de las figuras de bisontes europeos pintadas en la cueva de Altamira.

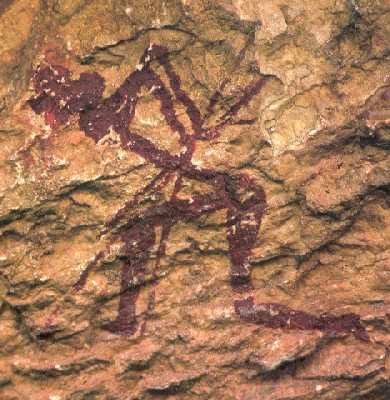
Pintura rupestre de la Valltorta, Provincia de Castellón, España.

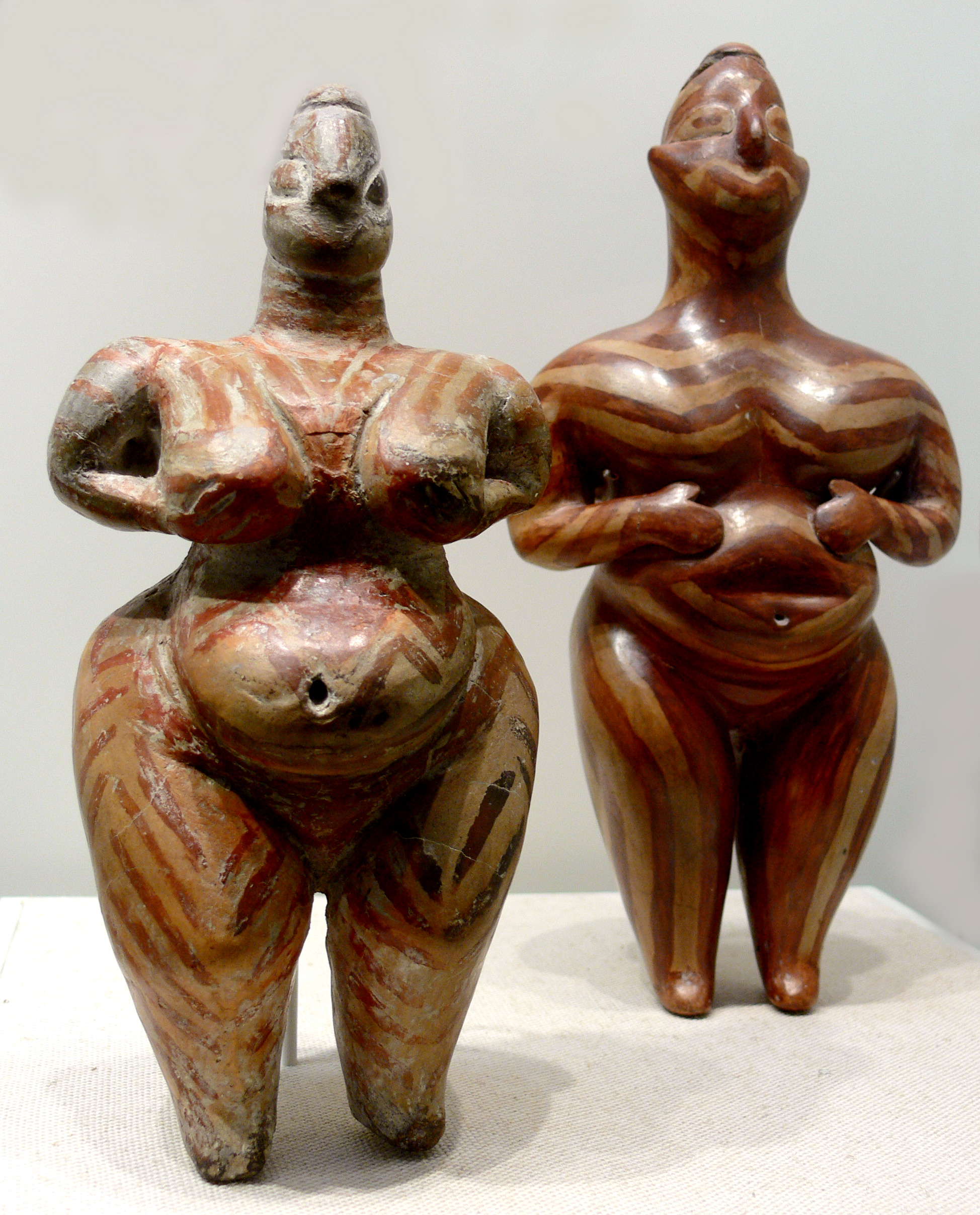
Estatuillas femeninas de cerámica de la cultura Hacilar (Anatolia sudoccidental), en el Museum für Vor– und Frühgeschichte de Berlín.

Es la denominación tradicional de los pigmentos naranja rojizos que se fabrican calentando el ocre amarillo hasta los 250 °C. La composición del ocre original y la temperatura alcanzada determinan variaciones de su color.
También se ha llamado «ocre rojo» a la hematita roja, al almagre y a la tierra roja, que son pigmentos naturalmente rojos, y al almagre artificial, imitación del almagre que se logra por el procedimiento descrito arriba.
Los colores para artistas que se venden bajo el nombre de «ocre rojo» son amarillo naranjas a rojo anaranjados, semioscuros a muy oscuros y de saturación débil a moderada. A la izquierda se proporcionan muestras de su aspecto.

#### Historia
El ocre rojo fue usado ampliamente en la antigüedad. Hay evidencias del mismo en pinturas murales del sitio arqueológico de Çatalhöyük y en la decoración de la cerámica de la cultura de Hacilar, que data del 5300 a. C..
En el mundo clásico, la denominación común de los ocres rojos era rubrica (en latín) y miltos (en griego). Plinio, Vitruvio y Teofrasto mencionan un ocre rojo particularmente apreciado al que llaman sinoper o sinopia, según Teofrasto debido a que provenía del puerto de Sinopia, en el Ponto (Anatolia). Sin embargo, ese no era más que el lugar donde se lo embarcaba para su comercialización. Estrabón, nativo del Ponto, clarifica el origen de esta tierra «sinópica» indicando que en realidad se extraía en Capadocia, fuente también de ocre amarillo.

### Ocre rojo tostado
Con esta denominación se conocen los pigmentos pictóricos de ocres tostados naturales que presentan un color rojo óxido (tonalidades marcadamente rojizas), como los llamados «rojo de Marte», «tierra de Treviso» y «rojo de Nápoles».

### Ocre claro y ocre oscuro
Bajo el nombre de «ocre claro» se comercializan pinturas de colores amarillo a amarillo naranjas, claras y de saturación moderada; se utilizan principalmente en la técnica de la acuarela. Las pinturas «ocre oscuras», por otro lado, son amarillas a amarillo anaranjadas, semioscuras a negruzcas y de saturación semineutra a débil.

### Ocre pardo
Es la denominación de pinturas para artistas que presentan coloraciones amarillas a naranjas, semiclaras a negruzcas y saturaciones semineutras a moderadas.

### Ocre oro
Según fuentes de principios del siglo XX, el «ocre oro» era ocre amarillo aclarado con amarillo de cromo. Las pinturas que se comercializan actualmente bajo este nombre son de color amarillo a amarillo anaranjado, claras a muy oscuras y de saturación débil a moderada.

### Ocre dorado
Las pinturas para artistas de color «ocre dorado» contienen mezclas de óxido de hierro sintético. Presentan tonalidades naranja amarillentas a amarillo naranjas, fuertes, a veces semioscuras.

### Ocre carne
«Ocre carne» fue un nombre tradicionalmente aplicado a los ocres naturales de uso pictórico, al menos hasta principios del siglo XX. En francés se decía ocre de chair, y en italiano ocra di carne.
Las pinturas que se comercializan actualmente bajo este nombre son de color rojo a rojo naranja, semioscuras a oscuras y de saturación débil a moderada.

### Ocre violeta
Son pigmentos purpúreos que se elaboran con óxido de hierro artificial. Se les suele comercializar bajo el nombre de «pardo Van Dick».

### Ocre siena y ocre siena tostado
Son nombres alternativos para la tierra de Siena y la tierra de Siena tostada.

### Ocre negro
El ocre negro es una variedad de arcilla usada tradicionalmente en pintura artística, que incorpora dióxido de manganeso y grafito. Su color, llamado también «tierra negra», es naranja rojizo, muy oscuro y semineutro.

### Colores similares al ocre estándar
- Ante
- León
- Siena